# عائلة تاتا الهندية
عائلة تاتا هي عائلة أعمال هندية بارزة، مقرها في مدينة مومباي . الشركة الأم هي شركة أبناء تاتا، وهي الشركة القابضة الرئيسية لمجموعة Tata Group ، وحوالي 65٪ من الأسهم في هذه الشركات مملوكة من قبل صناديق تاتا الخيرية، ولا سيما صندوق راتان تاتا الخيرية وصندوق دوراب تاتا. تمتلك عائلة بالونجي ميستري ما يقرب من 18 في المائة من الأسهم، وتملك أبناء تاتا المختلفة الباقي. عائلة تاتا هي بارسي الأسرة الذي جاء أصلا إلى مومباي من نافساري في ولاية غوجارات . مؤسس ثروات الأسرة كان جامشيدجي تاتا . تاتا هم المؤسسون الأصليون لمجموعة تاتا وأبناء تاتا.
ويرتبط الأسرة تاتا للالبارزين البارونيتية بيتي، عائلة بارسي، من خلال سيلا تاتا، التي تزوجت السير دينشاو مانيكجي بيتيت، 3 برونت.

## أعضاء بارزون
- جامشيد نوسروانجي تاتا (3 مارس 1839 - 19 مايو 1904) ، والمعروف باسم أحد آباء الصناعة الهندية [1]
  - دورابجي تاتا (27 أغسطس 1859 - 3 يونيو 1932) ، الابن الأكبر لجامشيدجي، الصناعي الهندي، المحسن والرئيس الثاني لمجموعة تاتا. كانت زوجته، Meherbai Tata ، عمة والد العالم النووي هومي بهابها
  - راتانجي تاتا (20 يناير 1871 - 5 سبتمبر 1918) ، الابن الأصغر لجامشيدجي، محسن ورائد في دراسات الفقر. بعد وفاة راتانجي تاتا، تبنت زوجته نافاجباي تاتا يتيم نافال، الذي كان ابن أخت حماتها، وأقامه ابنها.
    - نافال تاتا (30 أغسطس 1904 - 5 مايو 1989) اعتمد ابن نافاجباي تاتا. كانت جدته الأم البيولوجية أخت هيراباي تاتا، زوجة مؤسس المجموعة جامشيدجي تاتا . أيضا، كان والده البيولوجي، هورمسجي تاتا، ينتمي إلى عائلة تاتا الأوسع، وبالتالي حمل نافال لقب «تاتا» عن طريق حق الولادة.[2] مدير في العديد من شركات تاتا، عضو منظمة العمل الدولية، الحاصل على بادما بوشان . تزوج مرتين ولديه ثلاثة أبناء.
    - سيمون نافال تاتا، الزوجة الثانية لنافتال تاتا، امرأة سويسرية وكاثوليكية. أدارت لاكمي وشغلت منصب رئيس ترينت [3]
      - راتان تاتا، الرئيس الخامس لمجموعة تاتا ، نجل نافال تاتا من زوجته الأولى سوني كومسيراسيت
      - جيمي تاتا، نجل نافال تاتا من قبل زوجته الأولى سوني كومسيراسيت.
      - نويل تاتا، رئيس ترينت، ابن نافال تاتا من زوجته الثانية سيمون
- راتانجي دادابوي تاتا (1856-1926) ، وهو أحد كبار المتعصبين لخدمة مجموعة تاتا . كان والده دادابوي وأم مؤسس المجموعة جمشيدجي تاتا في جيفانباي أشقاء. كما كان قريب بعيد جامشيد، ينتمي إلى عائلة تاتا أوسع. تزوج سوزان بريير، كاثوليكية فرنسية، وأنجب خمسة أطفال، من بينهم:
- جي ار دي تاتا (29 يوليو 1904 - 29 نوفمبر 1993) ، نجل راتانجي تاتا من زوجته سوزان. كرئيس رابع لمجموعة تاتا، كان رائدًا في الطيران الهندي وأسس شركة تاتا للطيران (المعروفة لاحقًا باسم Air India )
  - سيلا تاتا ابنة راتانجي دادابوي والأخت الكبرى لـ جي ار دي تزوجت من دينشو مانيكجي بيتيت، البارونة الثالثة بيتيت. كانت شقيقة زوجها، راتانباي بيتيت ، متزوجة من محمد علي جناح ، مؤسس باكستان ، وكانت راتانباي وابنة جناح، دينا جناح، زوجة نيفيل واديا .

## قائمة المراجع
- "Tata family tree". مؤرشف من الأصل في 2020-04-01. At Tata Central Archives.

## روابط خارجية
- شجرة عائلة تاتا ، مرات الاقتصادية